# Suhara-juku

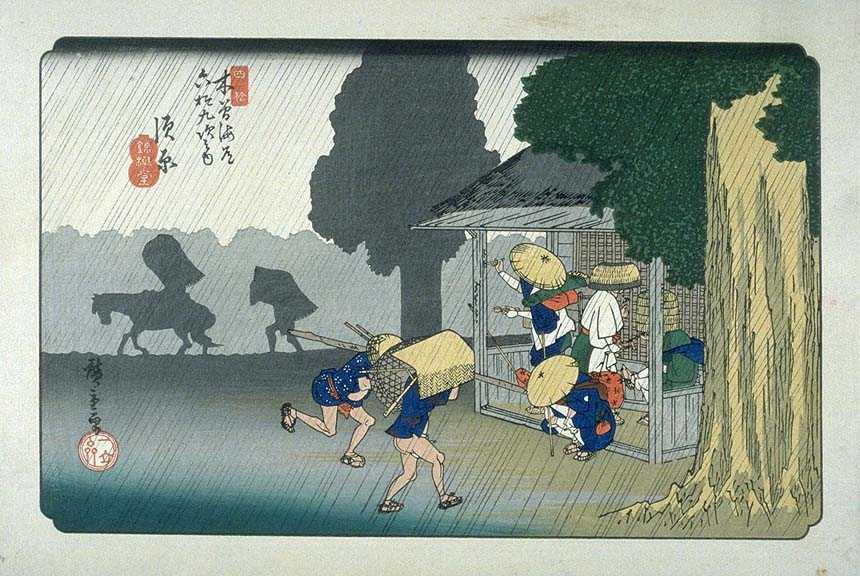
Suhara-juku, estampe de Hiroshige de la série Les Soixante-neuf Stations du Kiso Kaidō.

Suhara-juku (須原宿, Suhara-juku) était la trente-neuvième des soixante-neuf stations du Nakasendō et la septième des onze stations du Kisoji. Elle est située dans le village actuel de Ōkuwa, dans le district de Kiso de la préfecture de Nagano au Japon.

## Histoire
De toutes les stations le long du Kisoji, Suhara fut établie la première, bien que ce fût à un autre emplacement à l'origine. Après que la ville a été balayée par une inondation majeure en 1717, elle fut déplacée à son actuelle position.

## Stations voisines
Nakasendō et Kisoji
Agematsu-juku – Suhara-juku – Nojiri-juku